# الدوري التايلاندي الممتاز
الدوري التايلاندي الممتاز (تايلندية:ไทยพรีเมียร์ลีก) هو دوري المحترفين لكرة القدم للأندية التايلاندية وهو الجزء الأول من الدوري، يتنافس علي الدوري 18 ناديا تعمل بنظام الهبوط والصعود يبدأ الموسم من شهر مارس الي شهر أكتوبر يلعب فيها الفريق 34 مباراة بمجموع 306 مباراة طوال الموسم للدوري تلعب ومعظم مباريات الدوري خلال أيام السبت والاحد.

## التاريخ
قبل ظهور النسخة الجديدة للدوري التايلاندي الممتاز في العام 2009 كان هناك مايسمي كأس كور الملكس والذي بدأ من 1916م الي 1995م وتم وضع نسخة جديدة في العام 1996م استمرت حتي العام 2009 عندما تم وضع نسخة جديدة.

## الجوائز المالية
- البطل: 10,000,000 بات تايلاندي
- الوصيف: 2,000,000 بات تايلاندي
- المركز الثالث: 1500000 بات تايلاندي
- المركز الرابع: 800000 بات تايلاندي